# BN-350

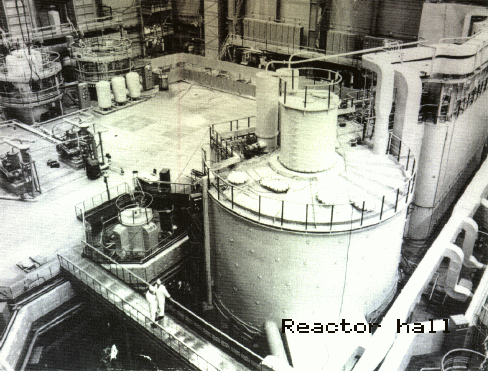
カスピ海沿岸のシェフチェンコ(現在のアクタウ)に設置された BN-350。 135MWeの電力と海水淡水化に使う水蒸気を発生していた。

BN-350 はカザフスタンのアクタウ(1964年から1992年まではシェフチェンコ)原子力発電所に設置されていたナトリウム冷却高速炉である。1964年から建設が始まり、1973年から発電を開始した。アクタウ市に135MWeの電力とカスピ海の水を淡水化した12万トンの水を供給し、プルトニウムの生産も行っていた。

## 構成
BN-350はループ型のナトリウム冷却高速炉である。炉心を冷却した一次系ナトリウムから格納容器外部にある中間熱交換器を用いて二次系ナトリウムに熱伝達し、さらに蒸気発生器で蒸気を発生させる冷却ループを持つ(後継のBN-600はプール型で、中間熱交換器を格納容器内に収めることで炉外に一次系配管を露出させないようになっている)。蒸気発生器で発生させた蒸気は、蒸気過熱器で昇温してから発電用蒸気タービンに導かれる。蒸気過熱器の熱源として蒸気発生器で熱伝達した二次系ナトリウムを用いることで熱効率を改善している。
蒸気タービンを回転させた蒸気は復水器で水に戻されるが、一部は海水淡水化設備に送られて海水を蒸発させるのに利用されていた。
世界初の高速炉原型炉ということもあり、出力密度は435kW/リットルと低く抑えられており、保守的な設計が採られている。

## 運転
BN-350は1964年から建設が始まり、1972年11月には初臨界を達成し、1973年7月から発電を開始した。
しかし、蒸気発生器での漏洩事故のため1973年から1975年にかけて修理のため停止された。その後は1976年3月から熱出力650MW～750MWで運転された。
BN-350の設計寿命は20年とされており、1993年7月に寿命を迎えることから、1992年から現行の安全基準に合致するかの検討が行われた。1993年から寿命延長対策が施され、1995年3月から運転を停止して大規模な改造を行い、1996年1月に運転を再開した。
1998年3月には再び運転を停止し、以下の2点について検討が行われた。
1. 運転継続のための安全対策
2. 使用済み燃料の管理

結局、政府は1999年4月にBN-350を廃炉にすることを決定し、IAEAとの協定に基づいて同年5月には廃炉に関する国際ワークショップを開催した。その後、BN-350の廃炉は国際共同プロジェクトとして進められることとなった。
使用済み燃料についてはリスクの大きいプールによる湿式貯蔵法を止め、燃料およびブランケットをなるべく早く自ら隔離すべきであるとされた。このため、燃料を不活性ガスとともにキャニスターに密封格納したものをプールに貯蔵する半乾式貯蔵法に改めることになり、1998年12月から燃料の密封格納が始められた。

## 事故
1971年以降、15回のナトリウム漏れ事故を起こしている。
また、1996年1月17日には運転員が誤って二次冷却材ポンプのスイッチを切り、出力が420MWから300MWに自動低下した後14時間後に420MWに復帰する事象が起きた。さらにわずか5日後の同年1月22日には給水配管の損傷により蒸気発生器室内での蒸気漏れが検出された。どちらも安全機能がすべて機能したこと、放射能漏れもなかったことから、INESレベル0と判定された。